# South Kensington (London Underground)

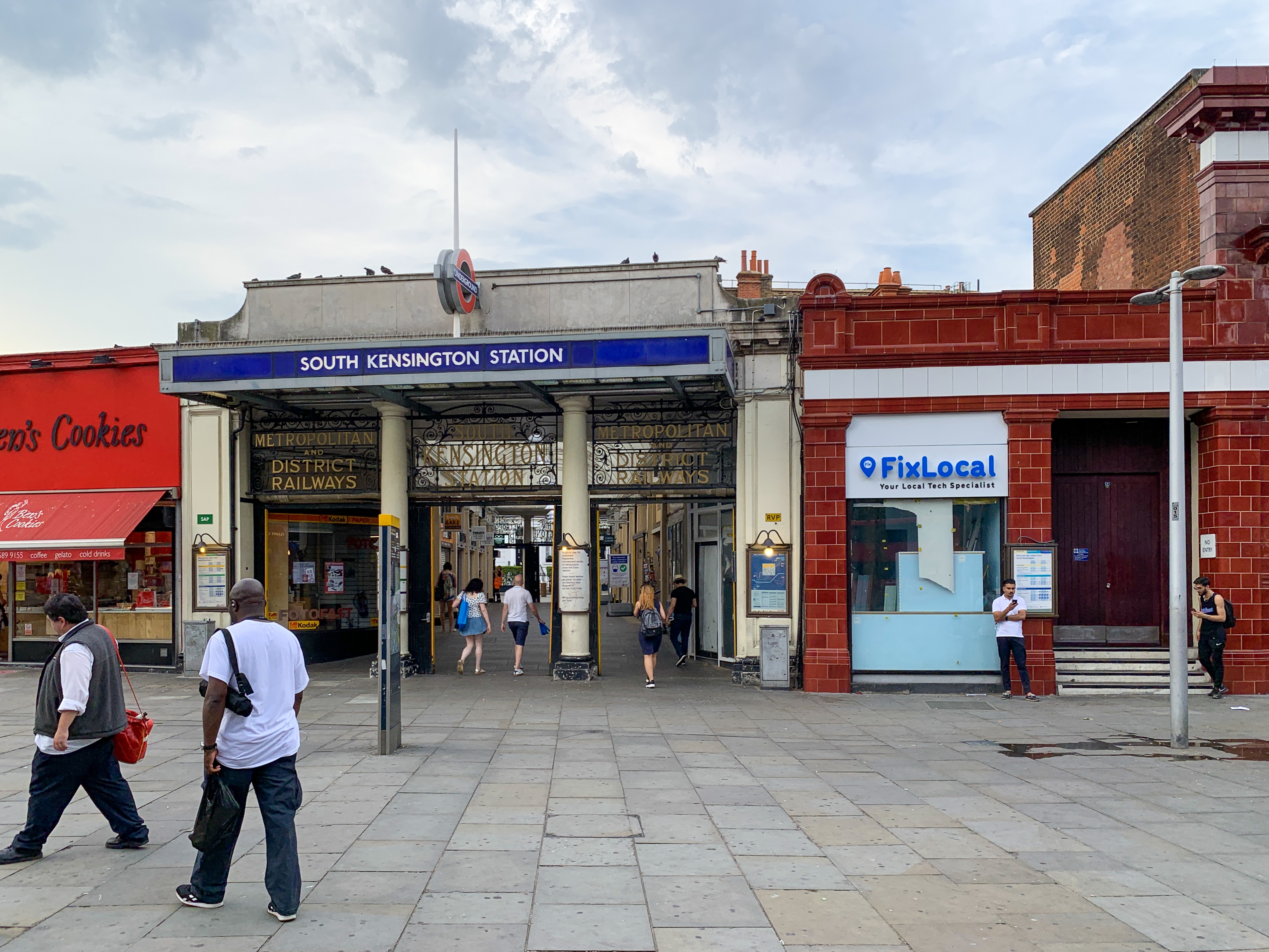
Haupteingang zur Station

South Kensington ist eine Station der London Underground im Stadtbezirk Royal Borough of Kensington and Chelsea. Sie liegt in der Travelcard-Tarifzone 1, an der Kreuzung von Old Brompton Road, Cromwell Place, Pelham Street und Harrington Street. Bedient wird sie durch die Circle Line, die District Line und die Piccadilly Line. Im Jahr 2014 nutzten 36,46 Millionen Fahrgäste die Station.

## Anlage

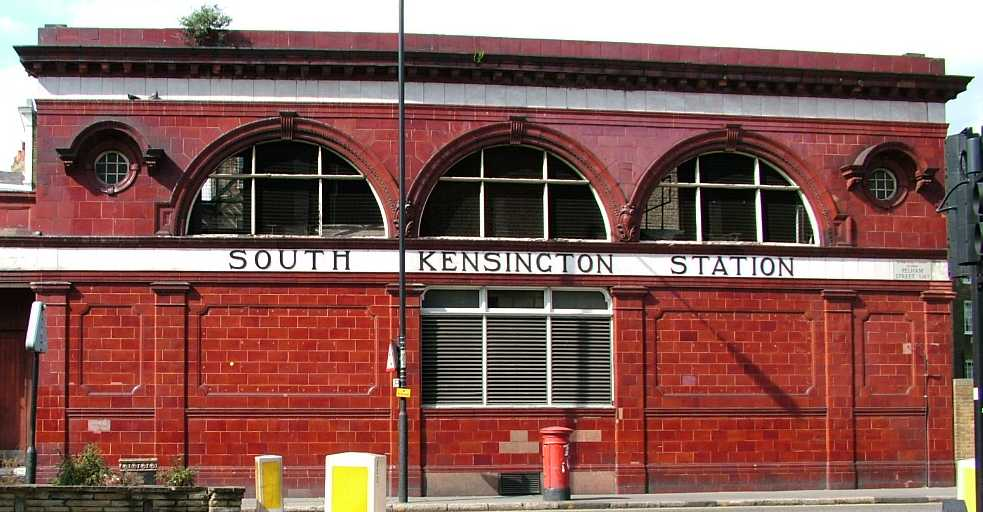
Zweites Stationsgebäude

Die Station ist zweigeteilt: Die Bahnsteige der Circle Line und District Line befinden sich in einem nach oben offenen Einschnitt, die Bahnsteige der Piccadilly Line in zwei tief liegenden Tunnelröhren. Das ältere, von John Fowler entworfene Stationsgebäude steht seit 2004 unter Denkmalschutz (Grade II). Es besitzt Ladenarkaden, die von dorischen Pilastern unterteilt werden. Darüber spannt sich ein verglastes Tonnengewölbe. Das jüngere Stationsgebäude enthielt die Aufzüge zu den Tunnelbahnsteigen, wird heute aber nicht mehr für den Bahnbetrieb benötigt. Es ist ein Werk des Architekten Leslie Green, der für die gesamte Piccadilly Line einen einheitlichen Stil verwendete. Typische Merkmale sind die blutroten glasierten Terrakotta-Ziegel, große halbrunde Fenster im oberen Stockwerk und gezahnte Gesimse. Die beiden Tunnelröhren der Piccadilly Line liegen nicht neben-, sondern übereinander.
In der Nähe befinden sich das Natural History Museum, das Science Museum, das Victoria and Albert Museum, das Imperial College, das Royal College of Music und die Londoner Niederlassung des Goethe-Instituts. Ein langer Fußgängertunnel verbindet die Station mit dem weiter nördlich gelegenen Museums- und Universitätsviertel.

## Geschichte

### Circle Line/District Line

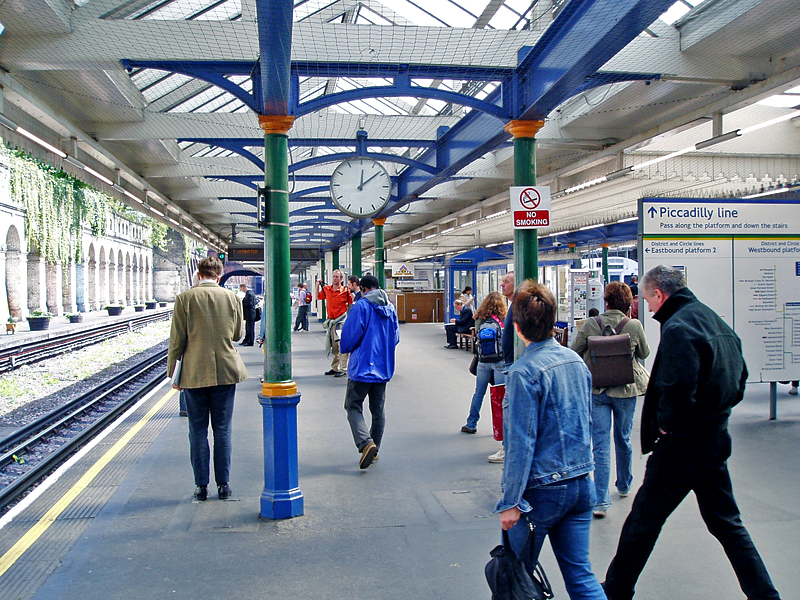
Bahnsteig der Circle Line und der District Line

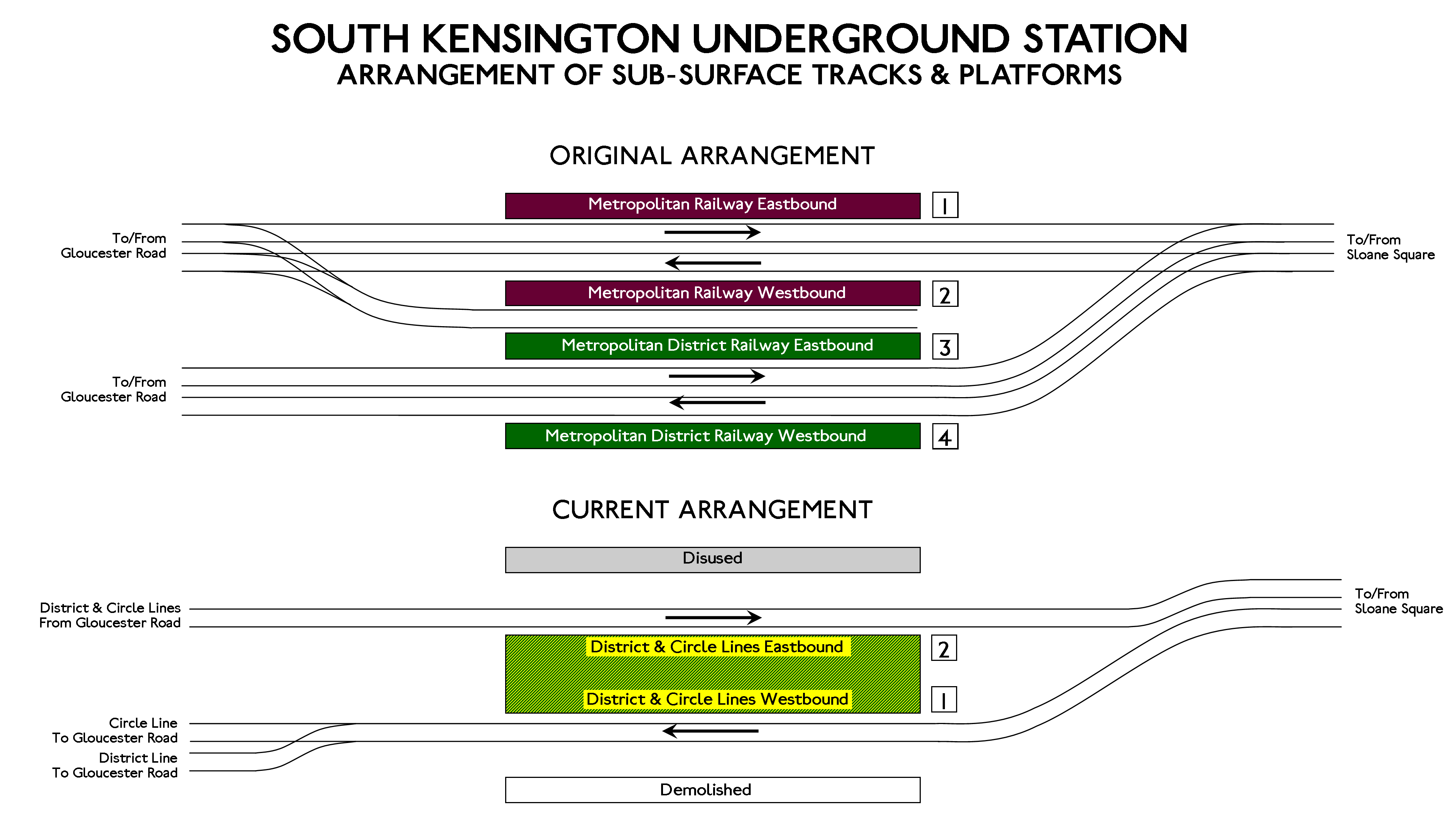
Ursprünglicher und heutiger Gleisplan

Die Eröffnung der Station erfolgte am 24. Dezember 1868 gemeinsam durch die Metropolitan Railway (MR, Vorgängergesellschaft der Metropolitan Line) und die Metropolitan District Railway (MDR, heutige District Line). Die MR hatte zuvor am 1. Oktober 1868 den Streckenabschnitt von Paddington nach Gloucester Road in Betrieb genommen und verband ihn knapp drei Monate später mit den Gleisen der MDR, als diese ihre Strecke nach Westminster eröffnete. Die Station South Kensington besaß zu Beginn zwei Gleise; eine Erweiterung war aber von Anfang an eingeplant.
Am 1. August 1870 nahm die MDR zwischen Gloucester Road und South Kensington eine zusätzliche Doppelspur in Betrieb und am 10. Juli 1871 eröffnete sie hier ihr eigenes Stationsgebäude. Die erweiterte Anlage besaß nun je zwei Durchgangsbahnsteige für beide Gesellschaften sowie einen Kopfbahnsteig für hier wendende MR-Züge aus dem Westen. Außerdem verlegte man die Verknüpfung der Gleise beider Gesellschaften von der West- auf die Ostseite der Station. Die MDR eröffnete am 4. Mai 1885 eine Fußgängerunterführung, der einen wettergeschützten Zugang zu den neu eröffneten Museen ermöglichte; die Benutzung kostete einen Penny. Obwohl der Bau der Unterführung 42.614 Pfund gekostet hatte, wurde sie am 10. November 1886 geschlossen und war danach nur bei besonderen Anlässen zugänglich. 1890 gab es Pläne seitens der South Kensington and Paddington Railway (SK&PR) Pläne, die Unterführung in einen U-Bahn-Tunnel umzubauen. Doch die Absicht, daran anschließend einen tiefen Einschnitt quer durch den Hyde Park zu graben, stieß auf großen Widerstand und die SK&PR gab im März 1891 ihr Projekt auf. Seit 1908 ist die Unterführung kostenlos und an allen Tagen zugänglich.
Seit 1949 wird die Circle Line als eigenständige Linie betrachtet, während die Metropolitan Line zurückgezogen wurde. Im Juni 1957 wurde der Kopfbahnsteig stillgelegt und man füllte das Gleisbett auf, um die beiden Mittelbahnsteige miteinander zu verbinden. Der ostwärts führende Metropolitan-Bahnsteig und der westwärts führende District-Bahnsteig wurden im Januar 1966 bzw. März 1969 stillgelegt. Ebenso entfernte man die Gleise entlang dieser Bahnsteige und den District-Bahnsteig riss man in den 1970er Jahren ab, um Platz für Rolltreppen zur Piccadilly Line zu schaffen. Der verbreiterte Mittelbahnsteig wird heute von der District und der Circle in beiden Richtungen genutzt.

### Piccadilly Line

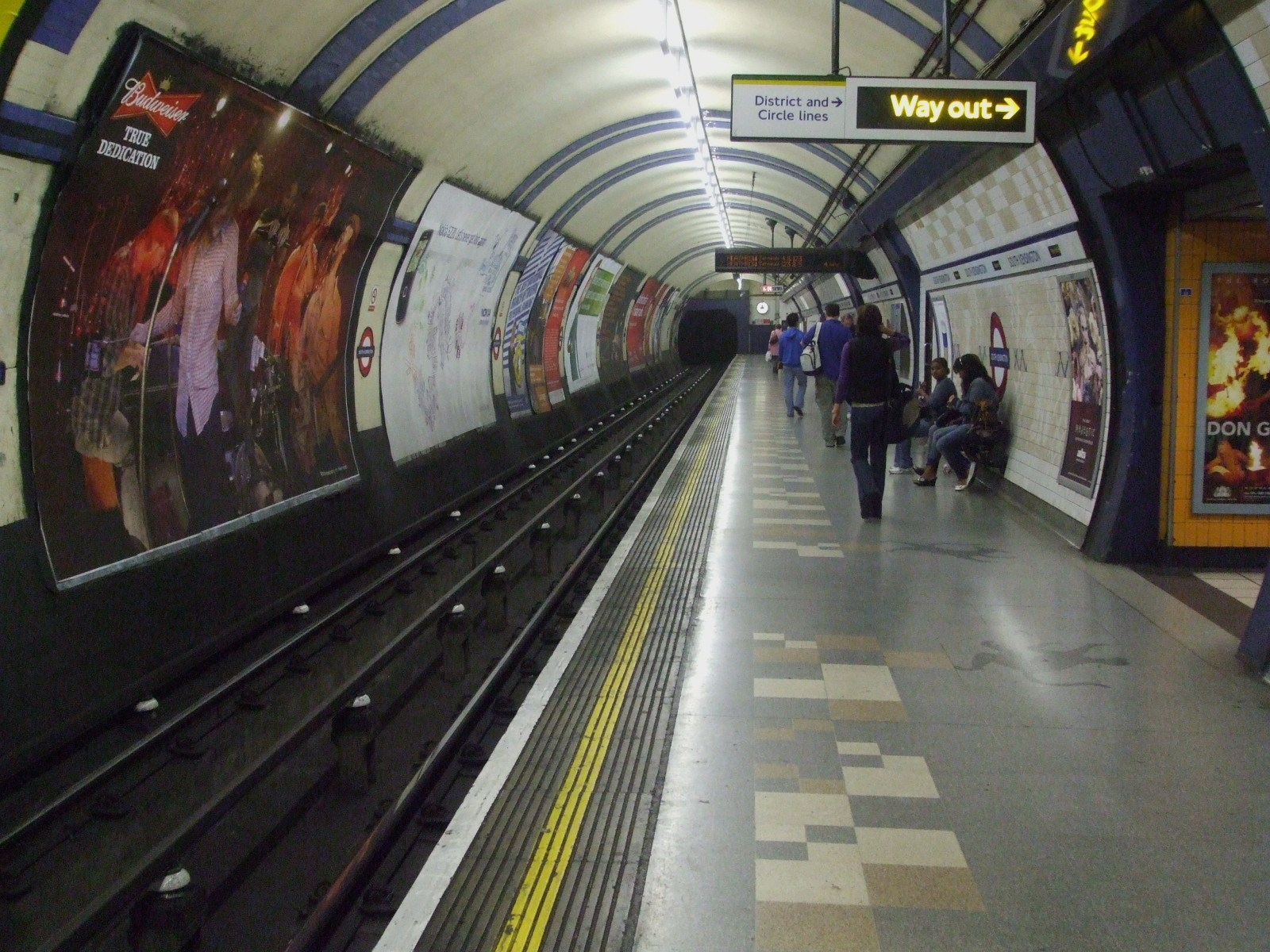
Westwärts führender Tunnelbahnsteig

Um die Jahrhundertwende war der südliche Teil der Ringstrecke überlastet. Aus diesem Grund plante die MDR den Bau einer Tunnelröhre für Expresszüge zwischen Gloucester Road und Mansion House. Sie sollten 18 bis 21 Meter unter den bestehenden Gleisen verlaufen, mit nur einer Zwischenstation bei Charing Cross. 1897 erteilte das Parlament die Genehmigung, doch Bauarbeiten unterblieben. 1898 übernahm die MDR die Brompton and Piccadilly Circus Railway (B&PCR), die eine U-Bahn zwischen South Kensington und dem Piccadilly Circus plante. Weiterhin gab es keine Bautätigkeit.
Nach der Übernahme der MDR durch die Underground Electric Railways Company of London (UERL) im Jahr 1902 wurden die verschiedenen Tunnelprojekte zusammengelegt. Die Great Northern, Piccadilly and Brompton Railway (heutige Piccadilly Line), eine Tochtergesellschaft der UERL, eröffnete am 15. Dezember 1906 die neue Strecke Hammersmith – Finsbury Park. Der Abschluss der Bauarbeiten in South Kensington verzögerte sich um mehrere Wochen, so dass die Tunnelbahnsteige hier erst am 8. Januar 1907 eröffnet wurden.
Zwar gab die MDR den Bau der Express-Tunnelstrecke östlich von South Kensington auf, zuvor baute sie jedoch parallel zur Piccadilly Line einen 37 Meter langen Bahnsteigabschnitt. Zwar wurde dieser später von der übrigen Station abgetrennt, erhielt jedoch die übliche Fliesendekoration und einen Zugang zu den Aufzügen. Auf dem ungenutzten Bahnsteig lagerte man während des Ersten Weltkriegs Kunstwerke aus dem Victoria and Albert Museum und Porzellan aus dem Buckingham Palace. Von 1927 bis 1939 befand sich hier ein Stellwerk-Schulungsraum. Während des Zweiten Weltkriegs befanden sich hier Geräte, mit denen man in die Themse fallende Fliegerbomben erkennen konnte, um dann im Notfall Fluttore der Tunnelröhren unter dem Fluss zu schließen.
In den frühen 1970er Jahren ersetzte man die Aufzüge zu den Piccadilly-Bahnsteigen durch Rolltreppen, wobei zwei zwischen der Schalterhalle und einer neuen Zwischenebene zu liegen kommen. Diese Ebene ermöglichte einen weiteren Zugang zu den Bahnsteigen der Circle und District Line. Drei weitere Rolltreppen führen von der Zwischenebene zu einer unteren Ebene zwischen den beiden Tunnelröhren. Von dort aus führen kurze Treppen zu den Bahnsteigen. Die Treppe und der Zugang zum westwärts führenden Bahnsteig nutzen den nie in Betrieb genommenen Bahnsteigabschnitt der MDR.